# Sociedad Coral Polifónica de Pontevedra
La Sociedad Coral Polifónica de Pontevedra es una agrupación musical de la ciudad española de Pontevedra especializada en música coral, con una trayectoria centenaria orientada a la polifonía sacra, medieval y al fomento de la música popular gallega armonizada.

## Historia
La Sociedad Coral Polifónica de Pontevedra nació, presidida por Antonio Losada Diéguez, como una reunión de amigos de la música. En el grupo inicial estaban Antonio Iglesias Vilarelle, Joaquín Maquieira Fernández, Alfonso Daniel Rodríguez Castelao, Álvaro Losada, Antonio Blanco Porto, Vicente Barreiro Viñas, Carlos Gastañaduy Ozores y Prudencio Otero Bermúdez de Castro. La primera presentación fue el 9 de abril de 1925, Jueves Santo, en la iglesia de San Francisco de Pontevedra, con la realización de un concierto sacro que se repitió al día siguiente en la Basílica de Santa María la Mayor. El primer concierto fue en el Teatro Principal de Pontevedra el 23 de marzo de 1926. Desde entonces, ha seguido la línea propuesta por los fundadores: polifonía clásica profana, polifonía sacra y melodías populares ajustadas a una interpretación polifónica depurada.
La coral fundadacional estaba formado por cuarenta voces masculinas, dieciséis voces femeninas y dieciséis voces infantiles. La comisión estaba integrada por Vicente Barreiro Viñas, Antonio Blanco Porto, Antonio Iglesias Vilarelle, Carlos Gastañaduy Ozores y Prudencio Otero Bermúdez de Castro. Las tareas de gestión, desde 1925 a 1940, estuvieron a cargo de Blanco Porto. Le sucedió, durante 24 años, Iglesias Vilarelle. A su fallecimiento se hizo cargo de la misma Manuel Fernández Cayeiro (de 1964 a 1967).
Desde 1968 estuvo al frente de la banda de música de la Escuela Naval Militar de Marín, Agustín Bertomeu Salazar, y tras él José A. Sánchez Rodríguez. En mayo de 1980, José Verea Montero tomó el relevo hasta que, en octubre de 1998, Fernández Cayeiro lo tomó por segunda vez, siendo adjunta Raymunda Lusquiños Abal, luego Marlene Armentero Cutiño y finalmente Nanette Sánchez Ordaz. Además, la presidencia de la sociedad estuvo a cargo de figuras destacadas de la vida cultural de Galicia como Castelao, José Blein Llinás, Vicente Riestra Calderón, Augusto García Sánchez, José Fernando Filgueira Valverde y José Carlos Valle Pérez. Castelao, además de presidente, fue escenógrafo y diseñó el emblema.
Actuó en las ciudades más importantes de Galicia, en Portugal, en Madrid, Bilbao, León, Oviedo, Santander, Burgos, Salamanca, Toledo y en Lourdes, contando con el patrocinio de la Junta de Galicia, la Fundación Pedro Barrié de la Maza, la Diputación Provincial de Pontevedra y el Ayuntamiento de Pontevedra.
Entre sus condecoraciones figuran la Medalla de Plata de Pontevedra, la Medalla del Ateneo Santa Cecilia de Marín y la Medalla de Plata de las Rutas Cicloturísticas del Románico.

## Grabaciones
Entre otros, cuenta con los discos:
Canciones Gallegas, Regal, 1958 (reeditado en 1970):
1 "Si Vas A San Benitiño"
2 "Non Te Namores, Meniña"
3 "Vexo Vigo, Vexo Cangas"
4 "Tres Cantigas de Pontevedra"
5 "Negra Sombra"
6 "O Neno Ten Soniño"
7 "Camiña Don Sancho"
8 "Os Anxeliños Da Groria"
Canciones Gallegas, EP, Regal, 1958:
1 "Si Vas A San Benitiño"
2 "Os Anxeliños Da Groria"
3 "Non Te Namores, Meniña"
4 "O Neno Ten Soniño"
Canciones Gallegas, single, Regal, 1958:
1 "Negra Sombra"
2 "Vexo Vigo, Vexo Cangas"
3 "Tres Cantigas de Pontevedra"
Música religiosa, Regal, 1958:
1 "O Magnum Mysterium" (motete)
2 "Vere Languores Nostros"
3 "Cantigas de Santa María, nº 65"
4 "Peccantem me Quotidie"
5 "Crux Fidelis"
Canciones y madrigales, Regal, 1958:
1 "Cantigas de amigo. Canción de la enamorada. Ondas do mar de Vigo"
2 "Toda mi vida os amé"
3 "Il bianco e dolce gigno"
4 "En Ávila mis ojos"
5 "Con qué la lavaré"
6 "Al amor quiero vencer"
7 "Madre, la mi madre"
8 "Occhi manza mía"
Galicia canta, 1971:
1 "Si vas a San Benitiño"
2 "Non te namores, meniña"
3 "Vexo Vigo, vexo Cangas"
4 "Tres cantigas de Pontevedra"
5 "O neno ten soniño"
6 "Con qué la lavaré"
7 "Cantigas de amigo"
8 "Negra sombra"
9 "Camiña Don Sancho"
10 "Os anxeliños da Groria"
11 "Al amor quiero vencer"
12 "Madre, la mi madre "
60 Aniversario de su fundación (1925-1985), 1986:
1 "Say love"
2 "Con que la lavaré"
3 "Contrapunto bestialle alla mente"
4 "Quand mon mari"
5 "Dezilde al caballero"
6 "April is in my mistress' face"
7 "Mascheratta di Villamella"
8 "La estrella del pastor"
9 "Romance do conde de Arcos"
10 "Tres cantigas de Pontevedra"
11 "Quen me dera en Lobeira"
12 "Terra nobre, arumada e frondente"
13 "Ábreme a portiña"
14 "O meu pandeiriño"
Fonoteca 92 n.º 6 El Correo Gallego, 1992:
1 "Ábreme a portiña"
2 "O meu pandeiriño"
3 "Quen me dera en Lobeira"
4 "Coita"
5 "Si vas a San Benitiño"
6 "Con qué la lavaré"
7 "Dezidle al caballero"
8 "La estrella del pastor"
9 "Contrapunto bestiale alla mente"
10 "Hiver"
11 "Quand mon Mari"
Fonoteca 92 n.º 70 El Correo Gallego, 1992:(con la Banda de Música de la Escuela Naval de Marín) 
1 "Pedro Madruga"
2 "Caro Final"
3 "Lucia di Lammemoor"
4 "Cantata nº 147 - Coral nº 10"
5 "Cantata nº 140 - Coral nº 7"
6 "Tamnhauser Obertura"
75 Aniversario, 2000:
1 "Say, love"
2 "En Ávila del Río"
3 "Matona mía cara"
4 "Ay, linda amiga"
5 "Il bianco e dolce cigno"
6 "Ave María"
7 "Ecce quomodo moritur"
8 "O sacrum convivium"
9 "O vos omnes"
10 "O magnum misterium"
11 "Romance do Conde D'Arcos"
12 "Tres cantigas de Pontevedra"
13 "Quen me dera en Lobeira"
14 "Romance Ábreme a portiña"
15 "Tres cantigas"
16 "Non te namores meniña"
17 "Si vas a San Benitiño"
Unha Voz na Polifonía Europea, Ouvirmos, 2003:
1 "Prende Salgueiriño"
2 "Romance de Doña Alda"
3 "Camiña Don Sancho"
4 "Canto du Ourense"
5 "O magnum mysterium"
6 "Vere languores nostros"
7 "Cantigass de Santa María nº 65"
8 "Pecarem me quotidie"
9 "Crux fidelis"
10 "Cantigas de amigo"
11 "Toda mi vida os amé"
12 "Il bianco e dolce cigno"
13 "En Ávila mis ojos"
14 "Con qué la lavaré"
15 "Al amor quiero vencer"
16 "Madre, la mi madre"
17 "O occhi manza mía"
18 "Si vas a San Benitiño"
19 "Non te namores, meniña"
20 "Vexo Vigo, vexo Cangas"
21 "Tres cantigas de Ponte Vedra"
22 "Negra sombra"
23 "O neno ten soniño"
24 "Camiña Don Sancho"
25 "Os anxeliños da groria"
Además, colaboró en los recopilatorios Galicia y su música (1985) y A gran escolma da música galega: coros (1993), para los que cantó "Si vas a San Benitiño".